# Finland op het Eurovisiesongfestival 1983
Finland nam in 1983 deel aan het Eurovisiesongfestival in München, Duitsland. Het was de tweeëntwintigste deelname van het land op het festival. Het land werd vertegenwoordigd door Ami Aspelund met het lied Fantasiaa.

## Selectieprocedure
De finale werd gehouden in de studio's van YLE in Helsinki. In totaal deden er tien liedjes mee aan deze finale. De winnaar werd gekozen door postcard voting.

#### Uitslag
| Volgorde | Artiest               | Lied                                 | Punten | Plaats |
| -------- | --------------------- | ------------------------------------ | ------ | ------ |
| 1        | Kirka                 | "Täytyy uskaltaa"                    | 22237  | 2      |
| 2        | Ami Aspelund & Opus 5 | "Hymni Äiti Teresalle"               | 2306   | 10     |
| 3        | Tapani Kansa          | "Kadonneen rakkauden unelma"         | 19247  | 3      |
| 4        | Kirka                 | "Kaksi vaan"                         | 3057   | 8      |
| 5        | Ami Aspelund          | "Fantasiaa"                          | 44131  | 1      |
| 6        | Opus 5                | "Muista mua musiikilla"              | 3474   | 6      |
| 7        | Tapani Kansa          | "Kun kyynelilläni nuottini kastelen" | 12205  | 4      |
| 8        | Meiju Suvas           | "Laulujen laulu"                     | 3101   | 7      |
| 9        | Kirka                 | "Tuhanteen aamuun laulun teen"       | 8703   | 5      |
| 10       | Meiju Suvas           | "Rakastunut nainen"                  | 2401   | 9      |

## In München
Op het Eurovisiesongfestival zelf trad Finland als negende van twintig deelnemers aan, na Zwitserland en voor Griekenland. Aan het einde van de puntentelling stond Finland op een 11de plaats te zijn geëindigd met 41 punten.
België en Nederland hadden geen punten over voor deze inzending.

### Gekregen punten

#### Finale
| 12 punten | 10 punten     | 8 punten      | 7 punten                 | 6 punten                |
| --------- | ------------- | ------------- | ------------------------ | ----------------------- |
|           |               | - Griekenland | - Duitsland - Israël     | - Verenigd Koninkrijk   |
| 5 punten  | 4 punten      | 3 punten      | 2 punten                 | 1 punt                  |
|           | - Zwitserland | - Turkije     | - Noorwegen - Oostenrijk | - Frankrijk - Luxemburg |

### Punten gegeven door Finland

#### Finale
Punten gegeven in de finale:
| 12 punten | Joegoslavië |
| 10 punten | Zweden      |
| 8 punten  | Luxemburg   |
| 7 punten  | Israël      |
| 6 punten  | Frankrijk   |
| 5 punten  | Griekenland |
| 4 punten  | Duitsland   |
| 3 punten  | Nederland   |
| 2 punten  | Portugal    |
| 1 punt    | Italië      |

1961 · 1962 · 1963 · 1964 · 1965 · 1966 · 1967 · 1968 · 1969 · 1970 · 1971 · 1972 · 1973 · 1974 · 1975 · 1976 · 1977 · 1978 · 1979 · 1980 · 1981 · 1982 · 1983 · 1984 · 1985 · 1986 · 1987 · 1988 · 1989 · 1990 · 1991 · 1992 · 1993 · 1994 · 1995 · 1996 · 1997 · 1998 · 1999 · 2000 · 2001 · 2002 · 2003 · 2004 · 2005 · 2006 · 2007 · 2008 · 2009 · 2010 · 2011 · 2012 · 2013 · 2014 · 2015 · 2016 · 2017 · 2018 · 2019 · 2020 · 2021 · 2022 · 2023 · 2024 · 2025